# ラッカセイ

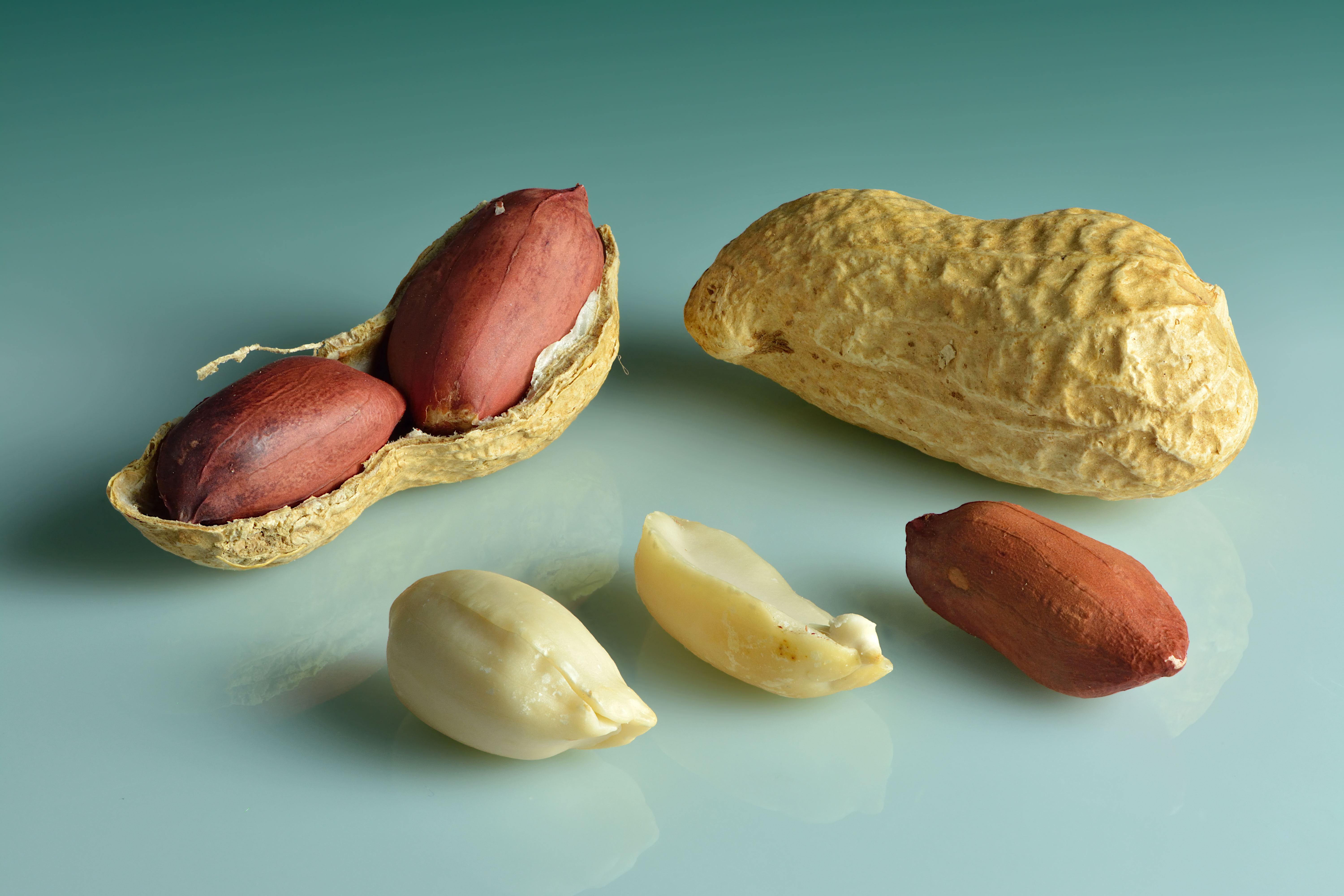
殻の中の種子は茶色の種皮で包まれている。

ラッカセイ（落花生、 学名: Arachis hypogaea; 英語: peanut または groundnut）は、マメ亜科ラッカセイ属の一年草。他のマメ科作物と違い、花が終わると子房柄が地中に潜るように伸びて、その先にサヤができて豆ができるのが特徴。植物学上の標準和名はナンキンマメ（南京豆）、食用にされる種子は、ピーナッツともいう。
リンネの『植物の種』(1753年) で記載された植物の一つである。

## 名称
和名「ラッカセイ」は、豆類では珍しく、花が咲いたあとに下に向かって子房柄を伸ばして地中に潜って実をつけることから、落花生（らっかせい）の名がつけられている。日本における地方名に、沖縄方言の地豆（ぢまめ、ジーマーミ）、唐人豆（とうじんまめ）、異人豆（いじんまめ）、鹿児島県でのだっきしょ（落花生）、ドーハッセン、ローハッセン（落花生、長崎県）などがある。植物学上の標準和名は「ナンキンマメ」で、ラッカセイやピーナッツは、ナンキンマメ（Arachis hypogaea）に対する別名とされる。農林水産省の作物統計の報告書などでは「らっかせい」が用いられている。
英名 peanut （ピーナッツ）は「pea（マメ科植物）からとれるナッツ」の意で、本種から受ける印象を端的に言葉にしたもの。一説に、同じ意味の米国南部方言 pinder が異分析により転訛したものという。ナッツと名につくが、種実類ではなく豆の一種である。

## 特徴
草丈は25 - 50センチメートル。夏に黄色の花を咲かせる。花が咲く前に自家受粉する。受粉後、花が落ちて数日経つと、子房柄（子房と花托との間の部分）が下方に伸びて地中に潜り込み、子房の部分が膨らんで地中でサヤができて結実する（＝地下結実性）。サヤは固い殻に包まれた木の実のような形態をしている。サヤの中には通常1 - 2個の種子が入る。
南米アンデス地方原産で東アジアを経由して、江戸時代に日本に持ち込まれたと言われている。日本では主に食用として栽培されている。

## 栽培史
原産地は南アメリカ大陸である。最も古い出土品は、ペルーのリマ近郊にある紀元前2500年前の遺跡から出土した大量のラッカセイの殻である。また、紀元前850年頃のモチェ文化の墳墓にあった副葬品にラッカセイが含まれていることから、ラッカセイが生活の中で重要な位置を占めていたことが分かる。
その後、メキシコには紀元前6世紀までに伝わっていた。16世紀のスペイン人修道士の記録では、アステカ族はラッカセイを食糧ではなく薬と考えていた。また、カリブ海の島々でもラッカセイの栽培は行われており、そこでは重要な食糧とされていたという。
大航海時代の始まりで、ラッカセイはヨーロッパにも紹介されたが、土の中で成長するラッカセイはそれまでのマメ類の常識とはかけ離れた、奇妙な存在と感じられた。気候もあまり適さないことから、ヨーロッパでの栽培はあまり行われなかった。
南アメリカ以外にラッカセイの栽培が広がったのは16世紀中頃である。ポルトガルの船乗りたちが西アフリカ-ブラジル間の奴隷貿易を維持するためにアフリカに持ち込んだのが始まりで、そのまま西アフリカ、南部アフリカ、ポルトガル領インドに栽培地が広がっていく。ほぼ同時期にスペインへ伝わったラッカセイは南ヨーロッパ、北アフリカへと渡っていく。さらにインドネシア、フィリピンへの持ち込みもほぼ同時期である。
日本には東アジア経由で1706年にラッカセイが伝来し、「南京豆」と呼ばれた。ただし、現在の日本での栽培種はこの南京豆ではなく、明治維新以降に導入された別品種である。
日本で初めて栽培されたのは1871年（明治4年）に神奈川県大磯町の農家、渡辺慶次郎が横浜の親戚から落花生の種を譲り受け、自分の畑に蒔いたもの。花は咲いたが何も実を結ばないので「こんなもの」と足蹴りしたら地中から鞘（殻）が出てきて、地下結実性であることが判明した。経済栽培に向けて、販売先の確保のため、地元旅館に試食を依頼したが「客は喜んだが、座敷が汚されて困る」と断られた逸話が残っている。その後、明治10年に0.4リットル袋入りにて横浜の駄菓子屋に売り込んだところ盛況となり、採算がとれる商業生産への見通しがたった。千葉県においては1876年より栽培が開始されている。
18世紀以前の北アメリカでは、ラッカセイは家畜の餌か黒人奴隷向け食糧として栽培されていた。アメリカ合衆国における南北戦争による食糧事情の悪化により白人もラッカセイを食べるようになり、「ピーナツ」と呼ばれ愛されるようになった。
1895年に、ジョン・ハーヴェイ・ケロッグがピーナッツバターの特許を申請。1921年には、ジョゼフ・ローズフィールドが「部分水素化」によりピーナッツバターの油脂分離問題を解決。1932年には、有名ブランドとなる「スキッピー」が発売。栄養価の高いピーナッツバターは、食料不足の折の肉類の代わりとなり、第一次世界大戦と第二次世界大戦を経て、アメリカの食卓に欠かせないスプレッドとなった。そのため、2020年現在、アメリカにおけるピーナッツの消費量は世界トップクラスである。

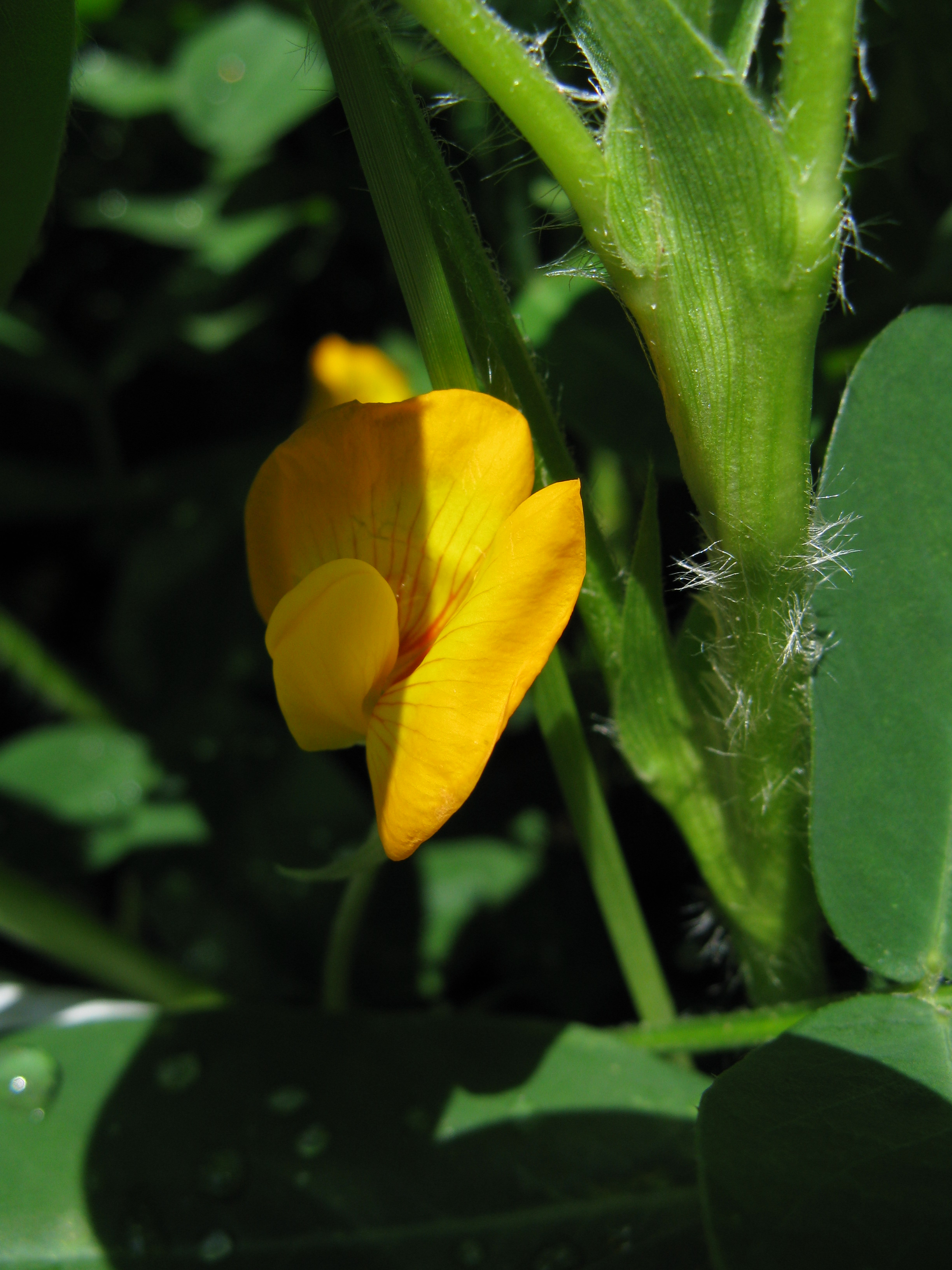
ラッカセイの花
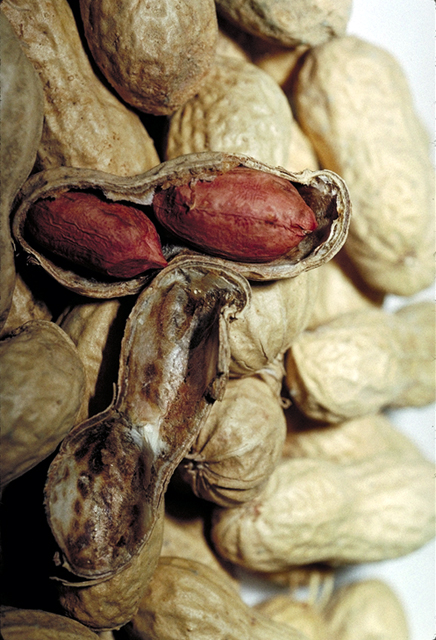
種子部分
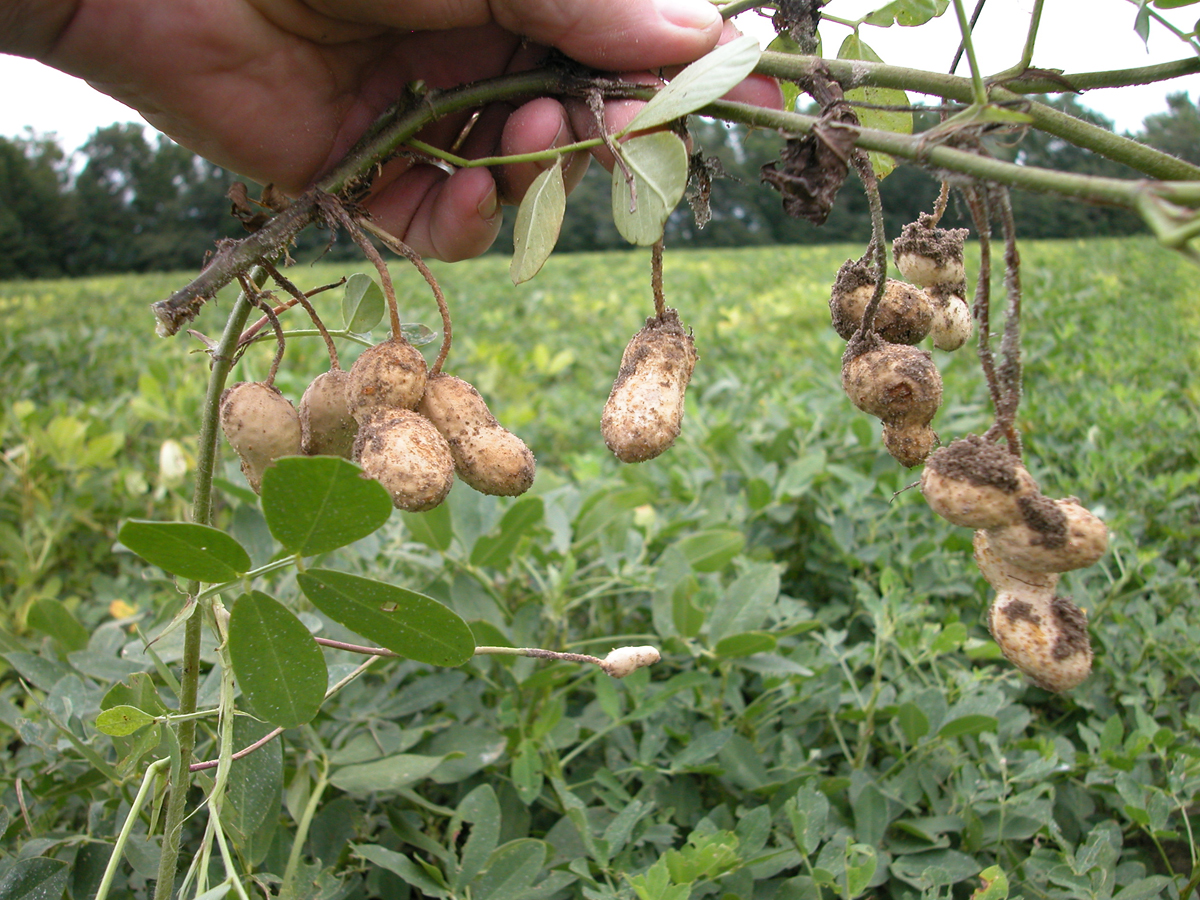
掘り出した殻付きラッカセイ

## 利用
品種はさまざまあるが、主にラッカセイそのものを味わう大粒種と、チョコレートなどの加工用にする小粒種がある。食材としての主な旬は9 - 10月といわれ、サヤが固く締まっているものが市場価値の高い良品とされる。生のラッカセイは日持ちしないため、当日分を茹でて食べるのがよく、食べきれない分は小分けにして冷凍保存するとよいと言われている。完熟したラッカセイは収穫したらサヤごと乾燥保存して、ピーナッツとして利用が楽しめる。薄皮の黒いラッカセイは「黒ラッカセイ」とよばれ、薄皮にアントシアニンが含まれているので、茹でたら薄皮ごと食べるとよい。

### 食用
ラッカセイの実を食べる時は、殻（莢、豆果）のまま炒るか殻からむいたものを炒ることが多い。炒りラッカセイは、生ラッカセイを殻から取り出し、フライパンに油をひかずに弱火で20分ほど焦がさないように乾煎りしたものである。サヤから取り出して香ばしく炒ったピーナッツは、薄皮がついているものや薄皮を剥いたものがあり、食塩やバター、パーム油などを絡めて風味づけして市販もされている。
また、殻のまま塩茹でにしたものは「茹でピー」とも呼ばれる。塩茹でラッカセイは、殻の表面を洗ってから被るぐらいの塩水で1時間ほど茹で上げ、ザルに上げて冷ましたものである。日本で市販されているラッカセイは、産地で乾燥させたもので、カリッとした食感を楽しむことができる。北海道、東北地方、千葉県など、節分の豆まきに殻付きで炒った落花生を用いる地域もある。
中国や台湾では殻ごと塩、八角などの香辛料を加えた湯で茹でる調理や、蒸篭で蒸すことも多い。茹で落花生は日本でも静岡県、鹿児島県などでは一般的である。長崎県大村市ではがめ煮に落花生を入れる習慣がある。
中国では皮付きの種を油で揚げてから塩をまぶす方法も一般的である。これは朝食に食べる粥の具としても使う。

### 栄養
| 項目                     | 分量(g) |
| ------------------------ | ------- |
| 脂肪                     | 49.24   |
| 飽和脂肪酸               | 6.834   |
| 14:0（ミリスチン酸）     | 0.025   |
| 16:0（パルミチン酸）     | 5.154   |
| 18:0（ステアリン酸）     | 1.1     |
| 一価不飽和脂肪酸         | 24.429  |
| 16:1（パルミトレイン酸） | 0.009   |
| 18:1（オレイン酸）       | 23.756  |
| 20:1                     | 0.661   |
| 多価不飽和脂肪酸         | 15.559  |
| 18:2（リノール酸）       | 15.555  |
| 18:3（α-リノレン酸）     | 0.003   |

栄養価が非常に高いことで知られ、可食部100グラム (g) あたり約295キロカロリー (kcal) あり、30粒ほどで米飯1杯分のカロリーとほぼ同じといわれている。ビタミンB群や老化防止に欠かせないビタミンE、脳を活性化するレシチン、ミネラルを豊富に含んでいる。タンパク質や脂質も多く、ラッカセイに含まれる脂肪の多くはオレイン酸やリノール酸などの不飽和脂肪酸で、悪玉コレステロールを抑制する作用から生活習慣病予防に役立つといわれている。ラッカセイの薄皮には、レスベラトロールが含まれ、薄皮ごと食べる方が健康に良いと言われている。さらに、腸内のビフィズス菌を増やす効果があるオリゴ糖や、便通を促す食物繊維も豊富に含まれている。
国立がん研究センターは、男女共にピーナッツの摂取量と脳卒中、特に脳梗塞の発症リスクの低下には関連があるとする一方、脳出血と虚血性心疾患については関連が見られないとしている。
古いピーナツには、見えない内側の胚芽に発がん性の高い青カビが発生している場合があるので、中を確認する必要がある。

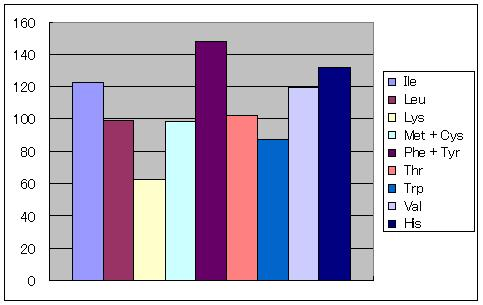
ラッカセイのアミノ酸スコア

### 加工、調理原料
加熱したピーナッツの外側に砂糖をまぶしたり、小麦粉の衣を付けて揚げたりした豆菓子や、チョコレート菓子などの加工品も生産・販売されている。鹿児島県奄美群島には熱した黒砂糖と絡めたがじゃ豆（さた豆）、味噌も加えた味噌豆といった菓子がある。千葉県の名産品には「落花生の甘納豆」が存在している。他には、砕いて団子の中に入れる餡にしたり、揚げせんべいに加えられたりもする。
ラッカセイの日本での主産地である千葉県や茨城県では、炒ったラッカセイを甘辛く味つけた味噌であえた惣菜が郷土料理となっており、スーパーの惣菜コーナーなどでも売られている。日の出味噌の加工品から名が広がり「味噌ピー」と呼ばれている。
料理では加熱して砕いたラッカセイをゴマ同様に薬味に使う場合があり、中華料理のうち四川料理、台湾料理などではよく見られる。また、龍のひげ飴（クルタレ）、団子などの菓子に入れられることもある。
福建省厦門市や台湾には小豆の代わりにラッカセイで作ったぜんざいともいうべき「花生湯」「花生仁湯」がある。
広東料理のスープ料理に鶏の足（もみじ）、ナツメなどと薄皮付きのラッカセイを煮込んだ「紅棗鶏脚花生湯」や、ナツメをパパイヤに変えた「木瓜鶏脚花生湯」などがある。広東粥には豚のあばら骨、タラの干物、するめや干しエビと薄皮付きのラッカセイを入れて煮込んだ「排骨花生粥」「柴魚花生粥」「艇仔粥」などもある。
沖縄県では「ジーマーミ（地豆）」と呼び、水分を含ませてすり潰したラッカセイにサツマイモのデンプンを加えて加熱して作るジーマーミ豆腐がある。鹿児島県の奄美群島にもあり、鹿児島市や鹿屋市ではだっきしょ豆腐と呼ぶ。ごま豆腐に似た食感のものである。
中国の福建省、台湾、ベトナムなどでは加熱後、粉状にしたラッカセイと砂糖を合わせて押し固めた、落雁に似た「花生酥」がある。福建省、台湾、マレーシアには更に麦芽糖を加えて固めた貢糖もある。
ラッカセイを炒ってすり潰して練るとピーナッツバターや「花生醤」（ホワションジアン）を作ることができる。

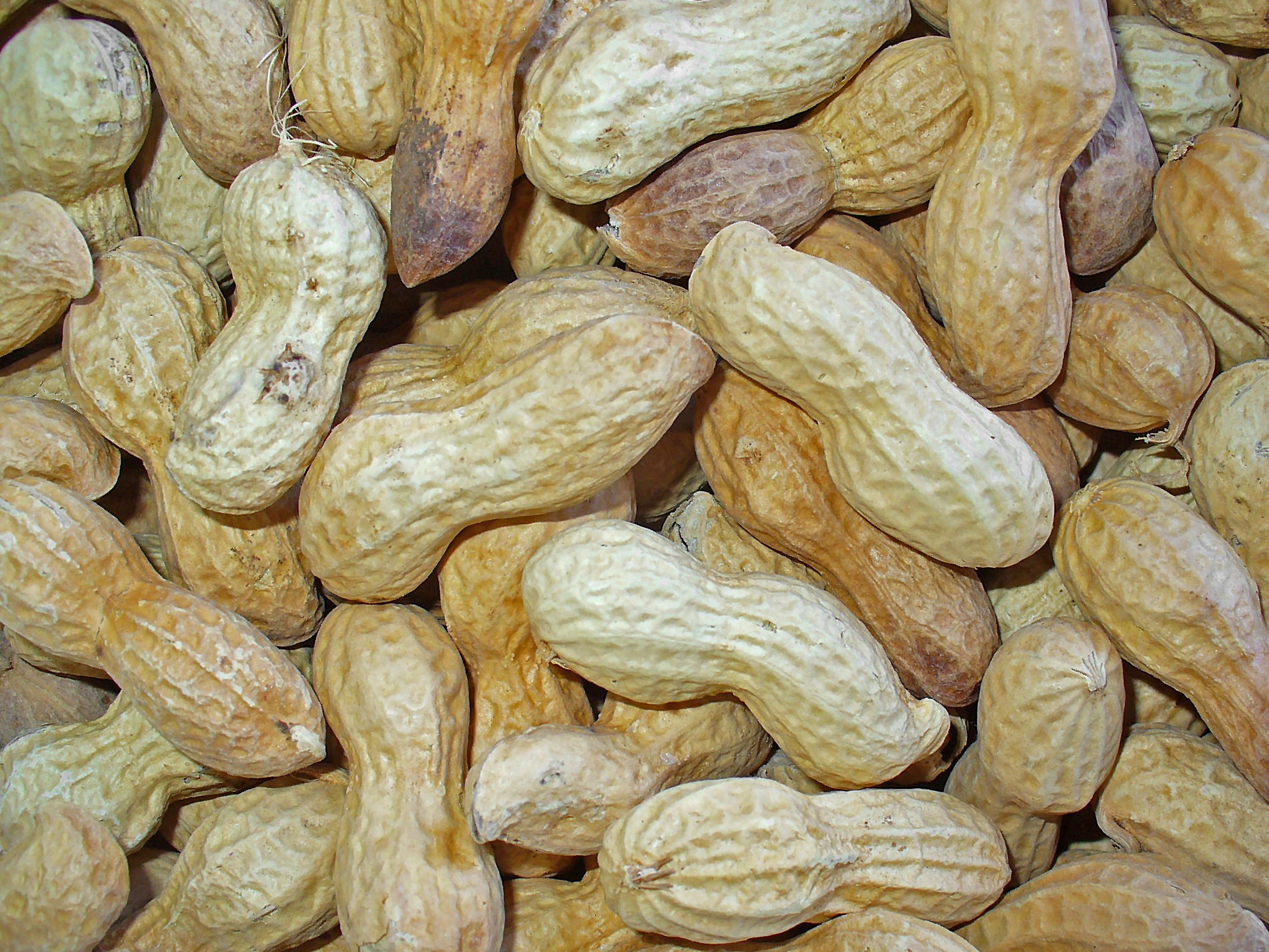
殻付きの落花生。
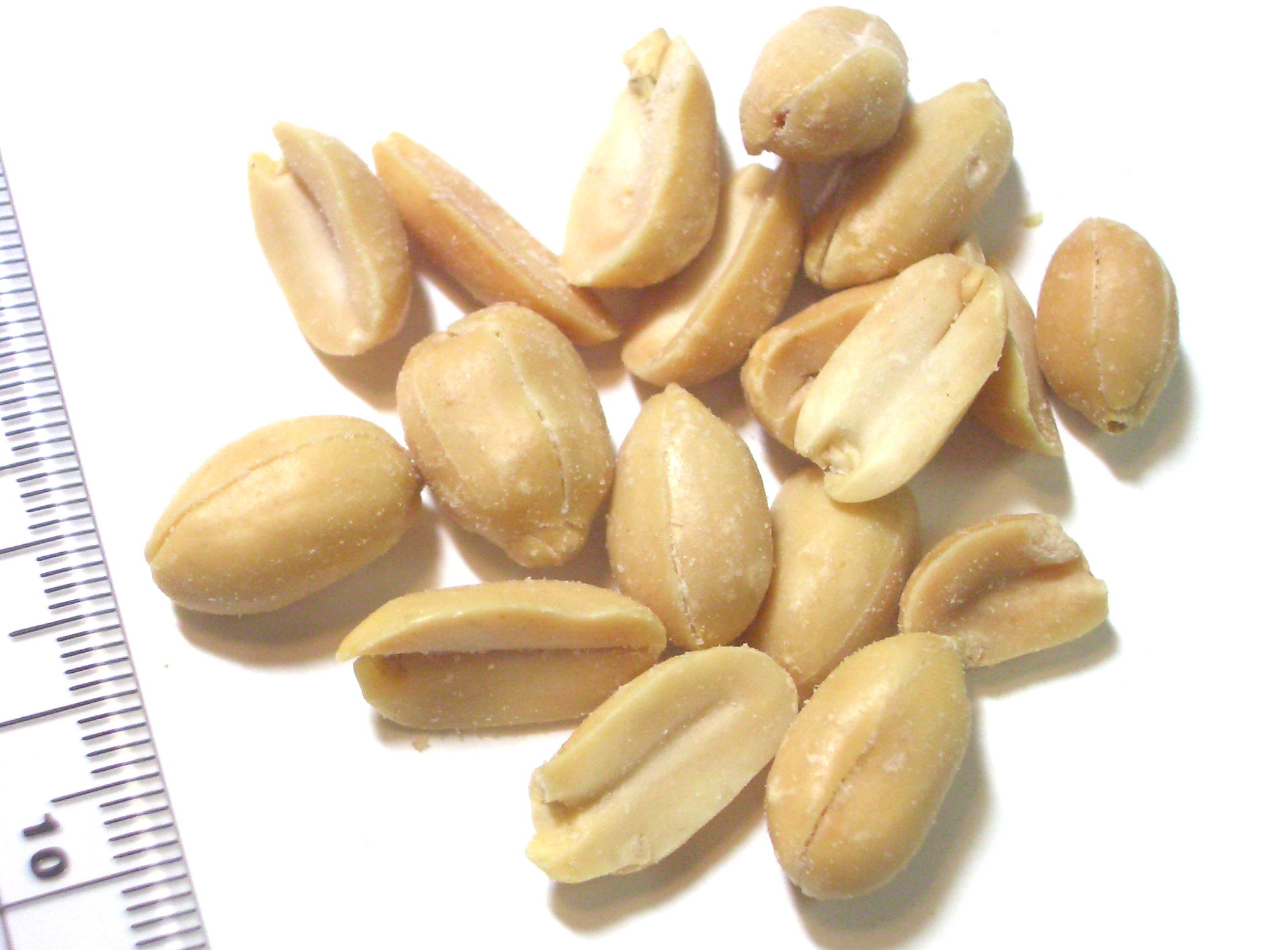
皮を剥いた状態の落花生。バターピーナッツ
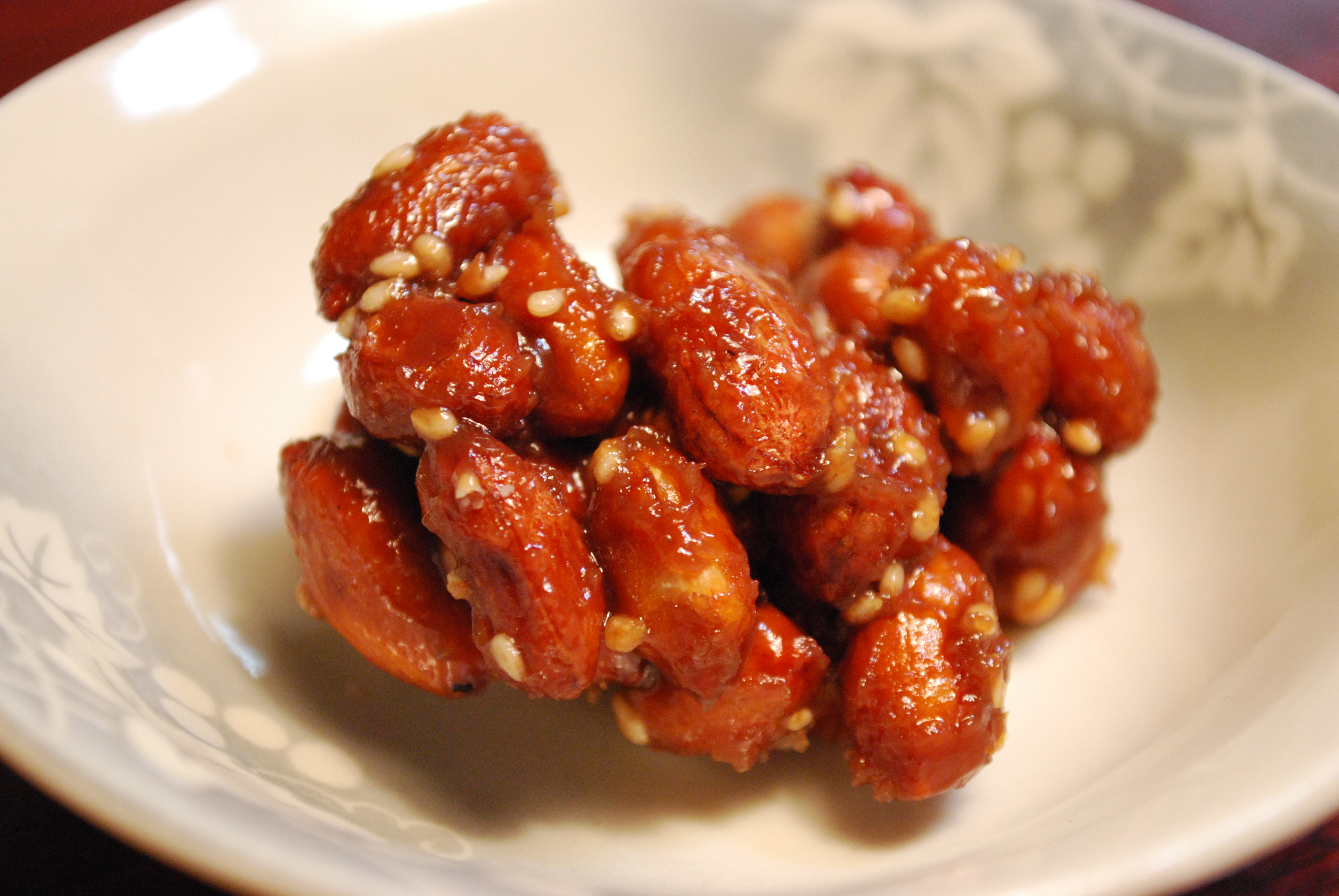
ピーナツ味噌（味噌ピー）
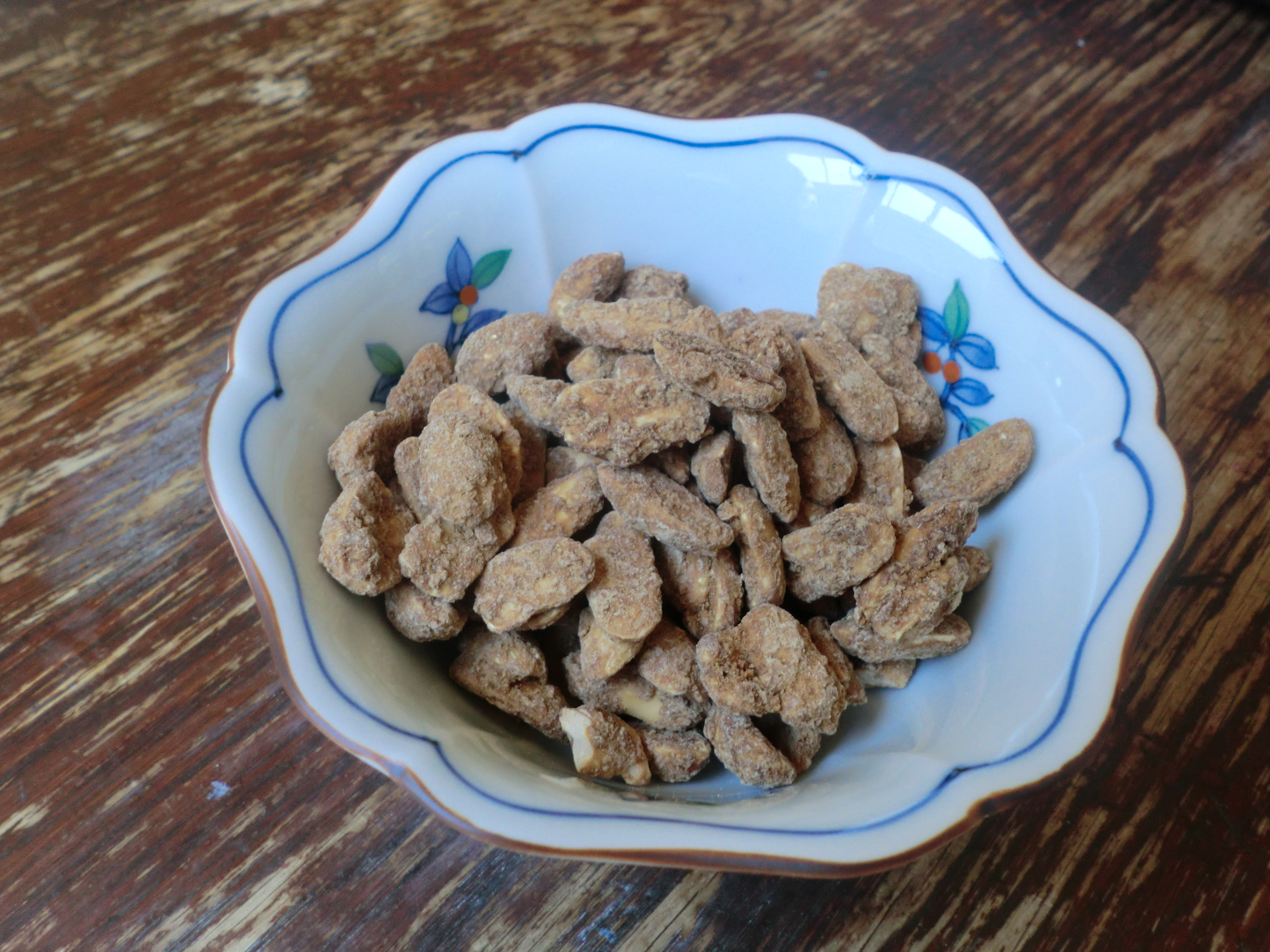
がじゃ豆
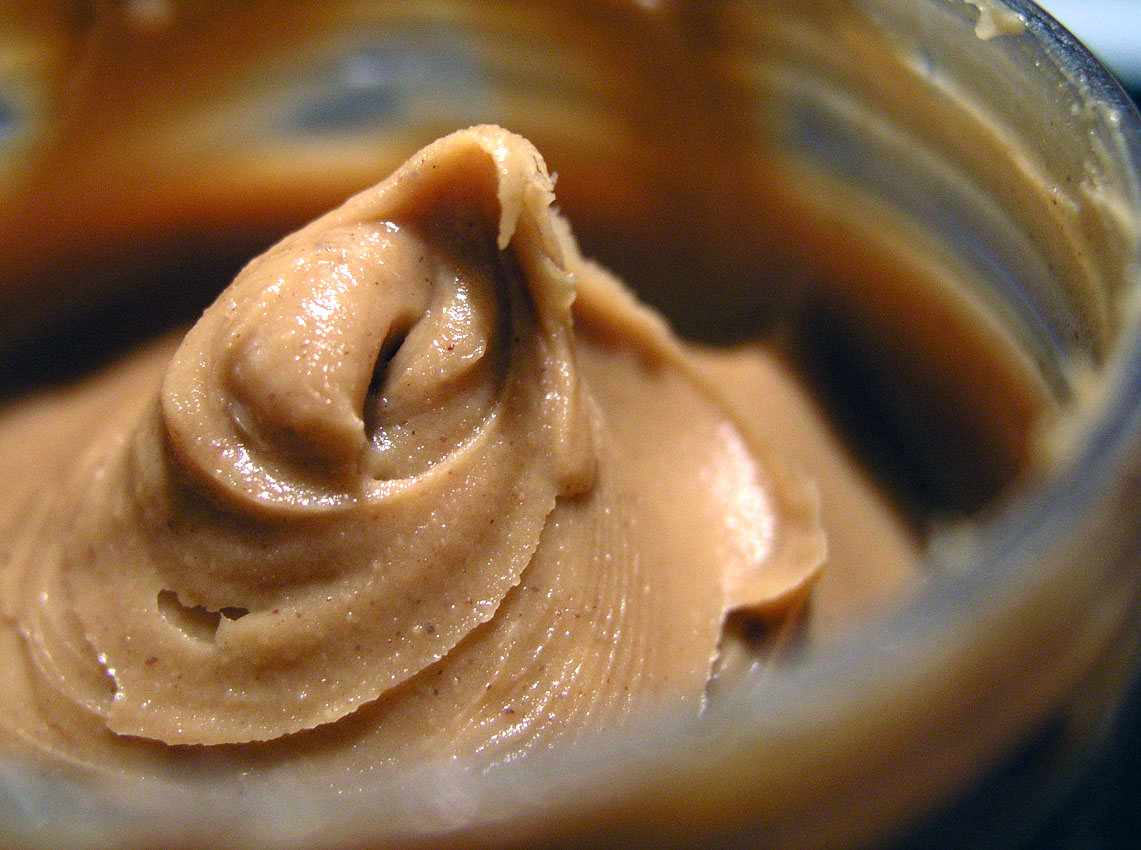
ピーナッツバター

### 搾油
油脂含有分が高く、ピーナッツオイルが製造されている。不飽和脂肪酸、オレイン酸、リノール酸が多く、血中のコレステロールを下げ、動脈硬化の予防が期待できる。広東料理など、中華料理にはよく使用されている。また、マーガリンの原料にもなる。
工業用途では石鹸、シャンプー、塗料樹脂などにも原料として応用できる。ディーゼルエンジンは当初落花生油から精製されたバイオディーゼルを使用することを想定していた。

### 殻
殻は肥料、干して燃料にするほか、粉砕して、プラスチックのフィラー、コルク代用品、研磨材などに利用することができる。

## ラッカセイアレルギー

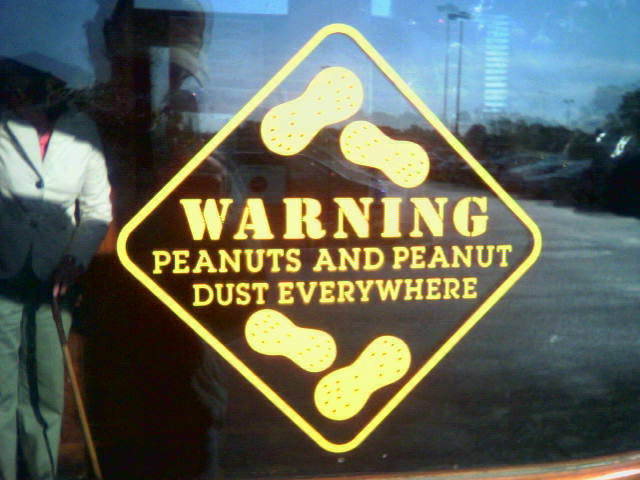
ピーナッツに関する警告標識

ラッカセイは（蕎麦同様に）重篤な食物アレルギー（アナフィラキシー）を引き起こす可能性のある食材として知られている。日本ではそれほど聞かないが、欧米で特に多く、人口の約1パーセントがピーナッツアレルギーであり注意を要する。ナッツアレルギーを持った女性がピーナッツバター入りのサンドイッチを食べたボーイフレンドとキスをした後、重度のアレルギー症状で死亡する事故も起きている。
ラッカセイは、材料・加工品ともにアレルギー物質を含む食品として食品衛生法施行規則、別表第5の2による特定原材料として指定されている。同法第11条及び同規則第5条による特定原材料を含む旨の表示が義務付けられている。しかし、飲食店では必ずしも表示されておらず、沖縄料理店でジーマーミ豆腐の主原料がラッカセイであると分からず食べてしまうこともある。

## 栽培
ラッカセイは比較的作りやすい作物で、春に種を播いて育て、秋に地中になった殻ごと掘り上げて収穫する。砂質でやわらかい土壌を好み、栽培適温は25 - 27度とされる。肥料過多になると茎葉ばかりが茂り、実がつかなくなる状態（いわゆるボケ）になりやすいので、元肥は入れずに植え付ける。植え付けの2週間前に苦土石灰などをまいて、酸性土を中和させると実つきがよくなる。土壌線虫や茎葉病害による連作を嫌うため、3 - 4年はマメ科作物を作っていない畑で育てられる。
播種の適期は4月中旬から6月上旬ごろで、畝に30 cm間隔で水に浸していた種を1カ所に2、3粒ずつ点まきして、土を5 cmくらいかけて鎮圧する。種をまく前に、あらかじめ種子を一晩水につけて吸水させておくことで、発芽が揃うようになる。まいた種が鳥の食害に遭うことを避けるために、育苗ポットに種を1粒ずつまいて育てる方法もある。7 - 10日で発芽するが、間引きは行わずに本葉が3 - 4枚になったら約30センチメートル (cm) 間隔で畝を作った畑に定植する。畑に直まきした場合は、不織布などをベタ掛けすると鳥の食害除けになる。
苗が生長して、主茎の9節目ぐらいで摘芯しておくと側枝が出て収量が増やせる。肥料が不足すると実が育ちにくくなることから、開花が始まる初夏から追肥を始め、開花する前に中耕して株のまわりに土寄せを行うことで、開花後の子房が地中に入りやすくなる。花が終わると、子房の柄が伸びて地中に入り実が膨らむ。
秋に葉が黄色くなってきて、地中のサヤがしっかり膨らんでに網目が出ていたら収穫時期となる。収穫方法は、株元にスコップを入れて茎を持って引き抜くようにする。そのまま逆さまにして5日ほど畑に放置して乾燥させ、振るとカラカラ音を立てるようになったらサヤを外して水洗いするして貯蔵する。

## 生産と貿易

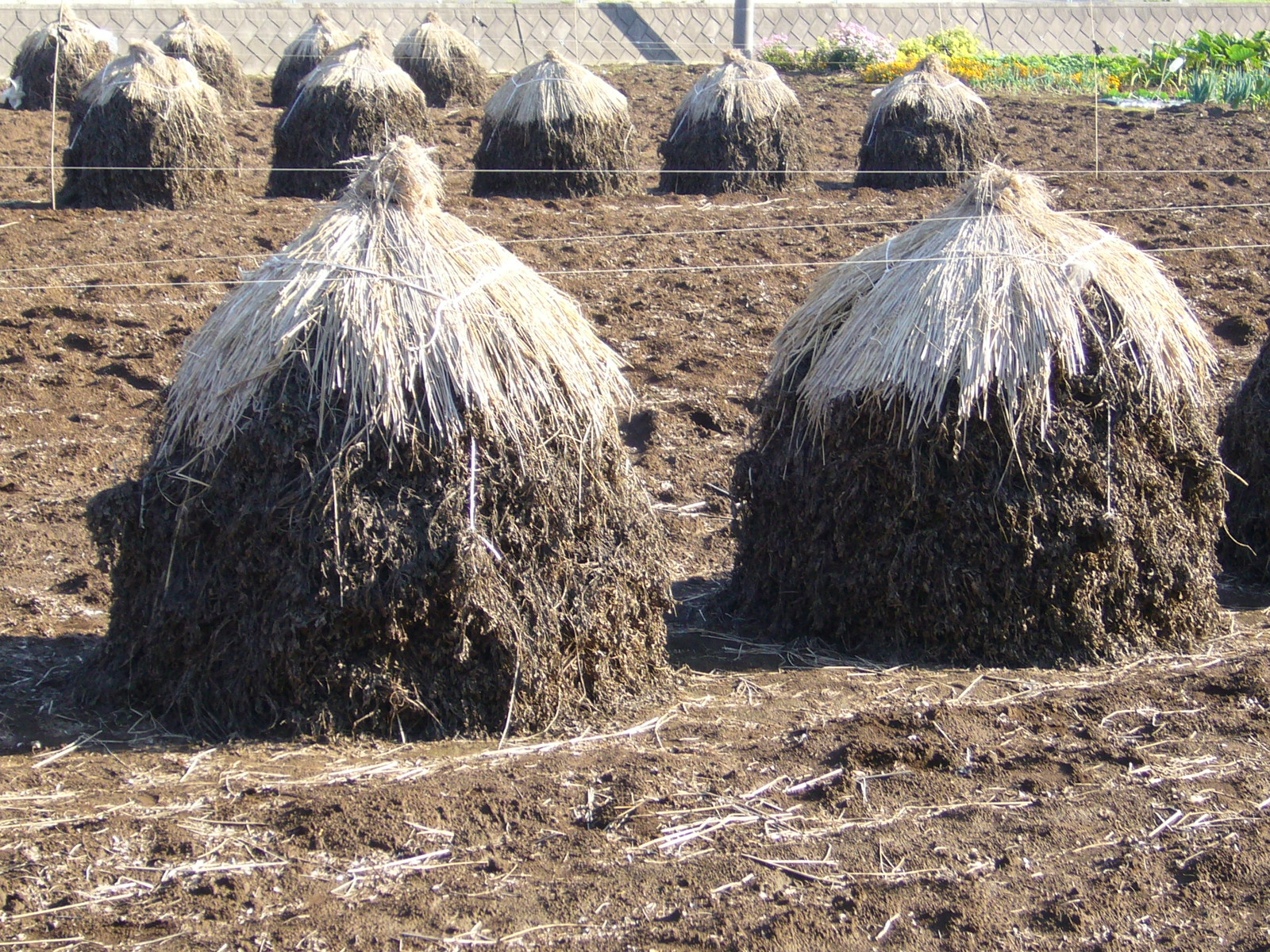
乾燥中のラッカセイ（千葉県ではぼっちと呼ぶ）

### 主な生産地
以下に、国際連合食糧農業機関（FAO）による2004年時点の生産量、輸出量、輸入量のうち、上位5カ国を示す。いずれも重量ベースである。
生産量は、中国（1,441万トン）、インド（590万トン）、ナイジェリア（294万トン）、アメリカ合衆国（211万トン）、インドネシア（147万トン）である。中国が約4割、上位5カ国で全生産量の75%を占める。統計値は殻付き (Groundnuts in Shell) である。

### むきみの輸出と輸入
未加工品の落花生は主にむきみ (Groundnuts Shelled) の形で貿易ルートに乗っている。輸出では、中国（32.5万トン）、アメリカ合衆国（14.6万トン）、インド（11.2万トン）、アルゼンチン（7.0万トン）、オランダ（6.3万トン）である。輸入では、オランダ（22.5万トン）の輸入量が突出しており、ついでイギリス（8.5万トン）、カナダ（8.0万トン）、メキシコ（7.6万トン）、ドイツ（6.0万トン）である。日本のむきみ輸入量は世界第7位に位置し、主に中国から輸入されている。

### 殻付き
むきみと比較すると、殻付きの貿易量は少ない。輸出量は、中国（7.8万トン）、インド（6.5万トン）、アメリカ合衆国（1.7万トン）、エジプト（1.1万トン）である。輸入ではメキシコ（2.2万トン）、イタリア（2.1万トン）、インドネシア（1.9万トン）、ドイツ（1.4万トン）、スペイン（1.4万トン）である。
むきみ、殻付きのほか、煎る・揚げるといった加工品、ピーナツバターのようにさらに加工が進んだ形の商品も貿易ルートに乗っており、金額ベースでは加工品の占める割合が高い。

### 日本での生産と輸入
日本における生産量は、農林水産省の『作物統計』によると、2015年の生産量はむきみ換算で1万2,300トンである。輸入量は、財務省の貿易統計によると9万8,867トンであった。県別の生産量では、千葉県が9590トンで突出しており、78.0%を生産している。千葉県は農林総合研究センターに「落花生研究室」を設けている。品種として「ナカテユタカ」「郷の香」「おおまさり」のほか、2018年に命名した「Qなっつ」のように品種改良やブランド化、高齢化で減少傾向にある栽培農家数の回復にも力を入れている。特に千葉県中央部の八街市が生産量では日本一を誇る。県別では茨城県（1500トン、12.2%）が続き、千葉県と合わせると9割を超える。以下、神奈川県、栃木県、鹿児島県が続く。

### 日本での生産品種
1904年にアメリカで開かれたセントルイス万国博覧会では、日本の静岡県西部（遠州地方）から出品された遠州半立（遠州小落花）が金賞となった。現在の浜松市浜名区に残っていた種子から栽培種として復活が取り組まれている。 
日本で生産されている主な品種は以下のとおり。
- 千葉半立
- ナカテユタカ（千葉県農試育成）
- 郷の香（千葉県農試育成）
- 立落花生一号（神奈川県農試選抜）
- 改良半立（神奈川県農試選抜）
- フクマサリ（千葉県農試育成）
- 金時

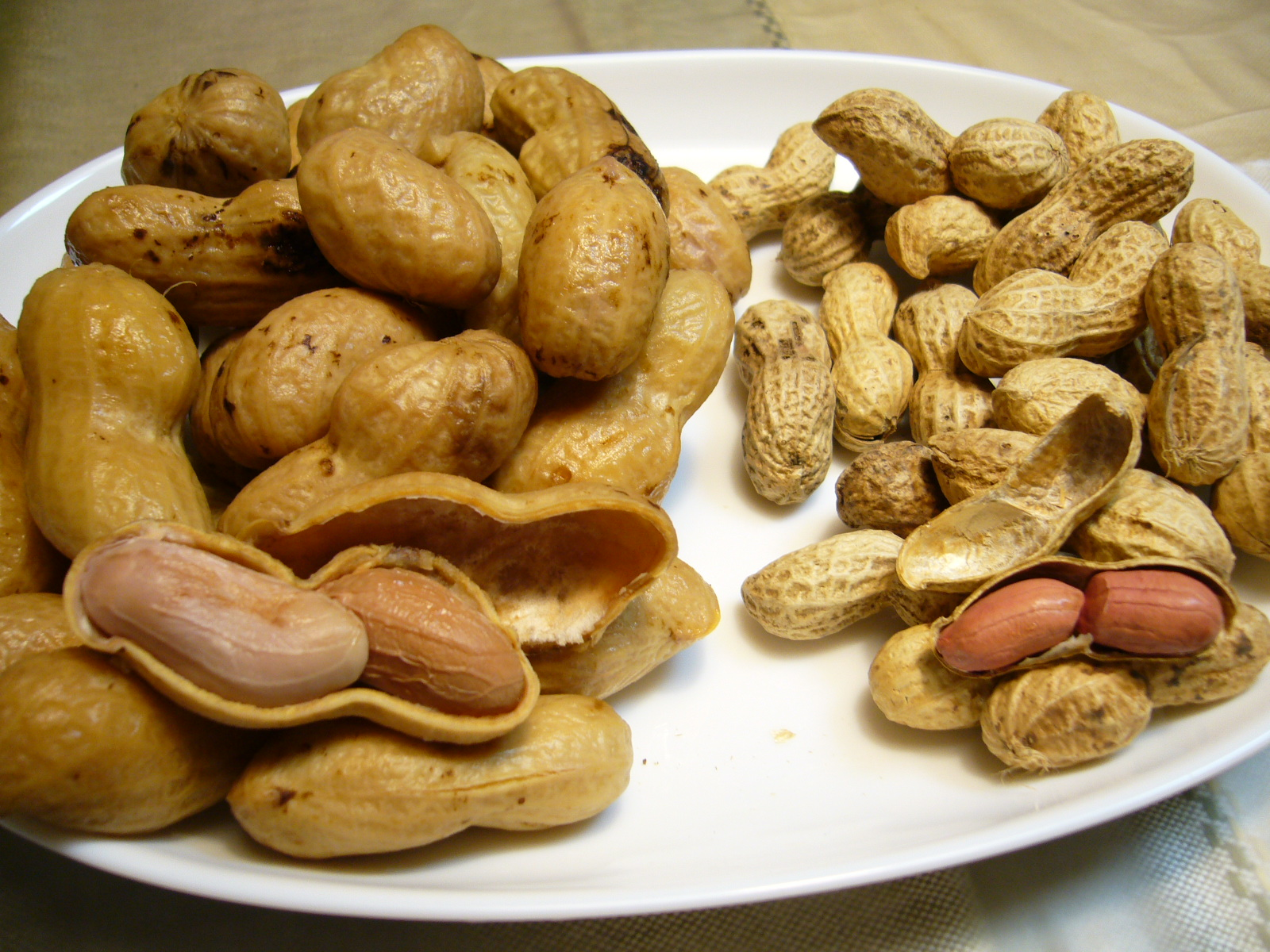
塩茹でした千葉県開発のジャンボ落花生(左)と通常の落花生

- おおまさり - 千葉県で作られる大粒の品種。ジャンボ落花生。サヤの大きさは5 cm以上ほどになり、通常のラッカセイの2倍ほどの大きさがある[5]。
- Qなっつ（千葉県）[36]

日本国内で消費されている安価なラッカセイの大部分は中国産で、主に大粒の品種を栽培している山東省、河北省、天津市産の輸入が多い。「南京豆」という別名に使われている江蘇省の南京など、華中・華南地方産のラッカセイは小粒の物が多い。

### 日本での販売価格
2000年を過ぎた頃から相場が下がり始め、2006年頃には100グラムあたり40円にまで下がった。2007年頃に相場が上がり、100グラムあたり100円となった。しかし、店によっては100グラムあたり65円で売っていることもあり、販売ルートによって価格に差がある。

### 日本での関税
ラッカセイはこんにゃく芋と同様に関税割当制度の対象であり、2007年は1次税率が10%、2次税率が617円/kgと保護関税が課せられている。